# 佩戈
佩戈，是西班牙巴伦西亚自治区阿利坎特省的一个市镇。总面积53km2，总人口10060人（2001年），人口密度190人/km2。